# Chungmang
Chungmang (nepalski: चुङमाङ) – gaun wikas samiti we wschodniej części Nepalu w strefie Kośi w dystrykcie Dhankuta. Według nepalskiego spisu powszechnego z 2001 roku liczył on 968 gospodarstw domowych i 4818 mieszkańców (2505 kobiet i 2313 mężczyzn).